# 341 (số)
341 (ba trăm bốn mươi mốt) là một số tự nhiên ngay sau 340 và ngay trước 342.